# Coptis japonica
Coptis japonica là một loài thực vật có hoa trong họ Mao lương. Loài này được (Thunb.) Makino mô tả khoa học đầu tiên năm 1899.

## Hình ảnh

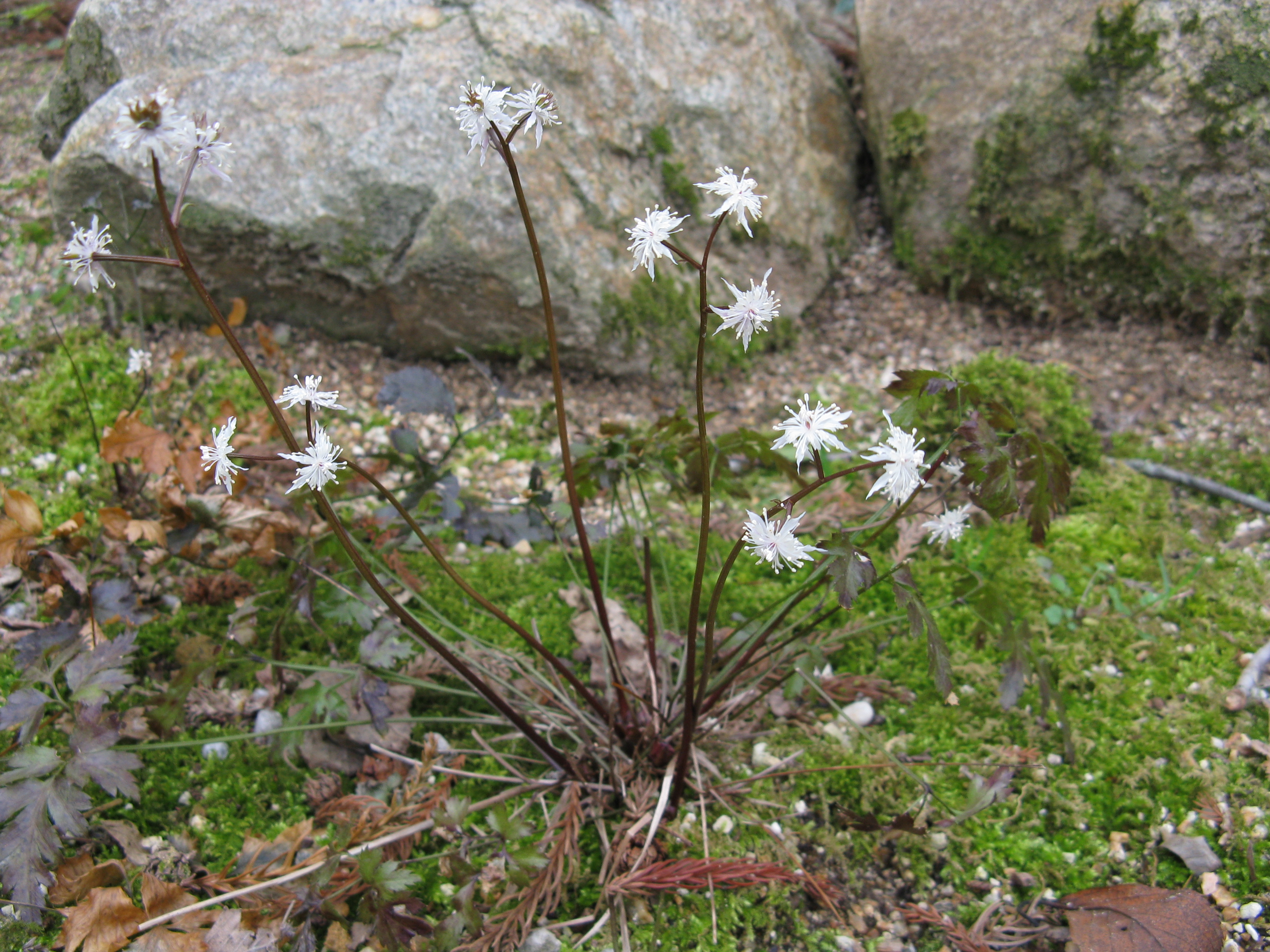
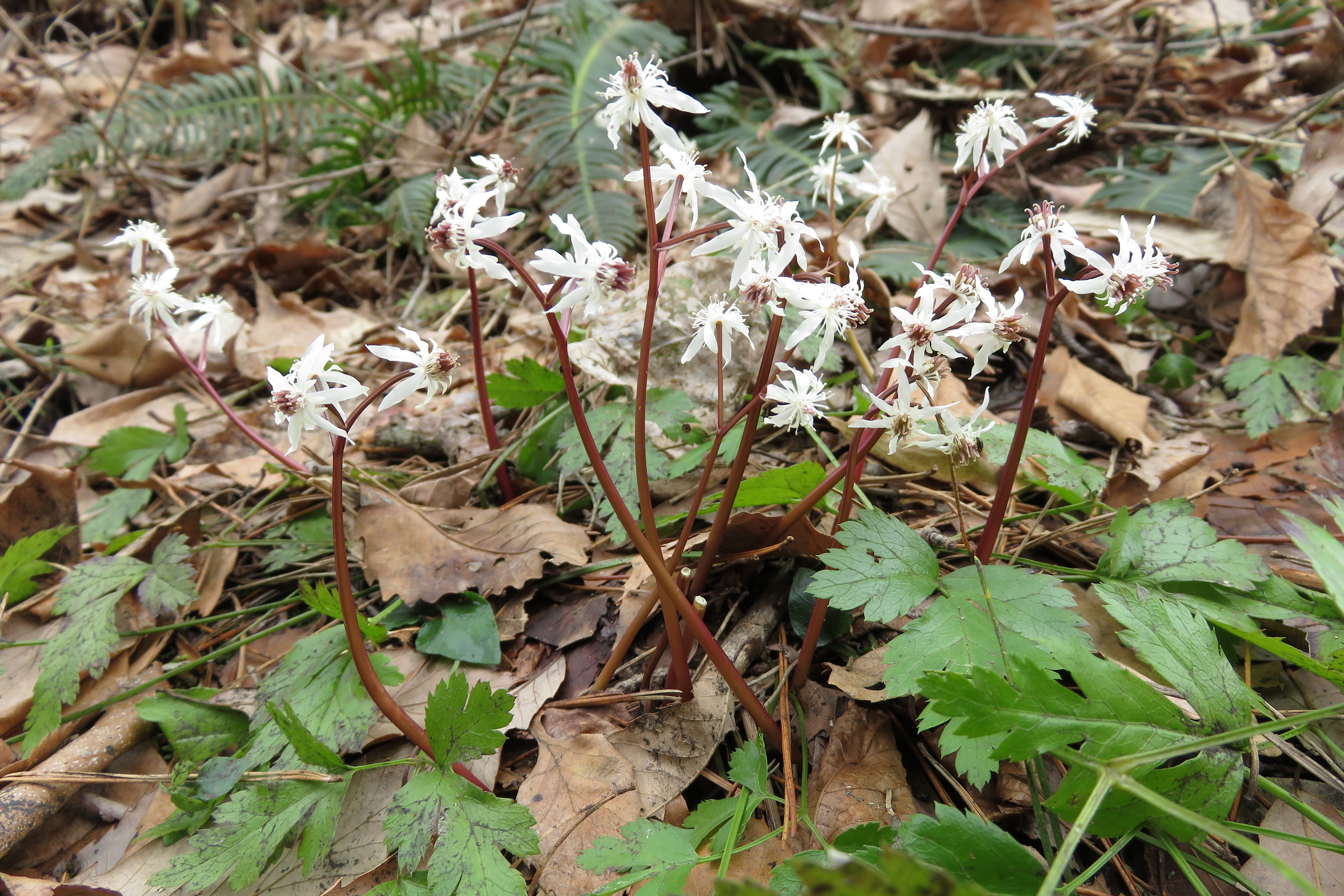
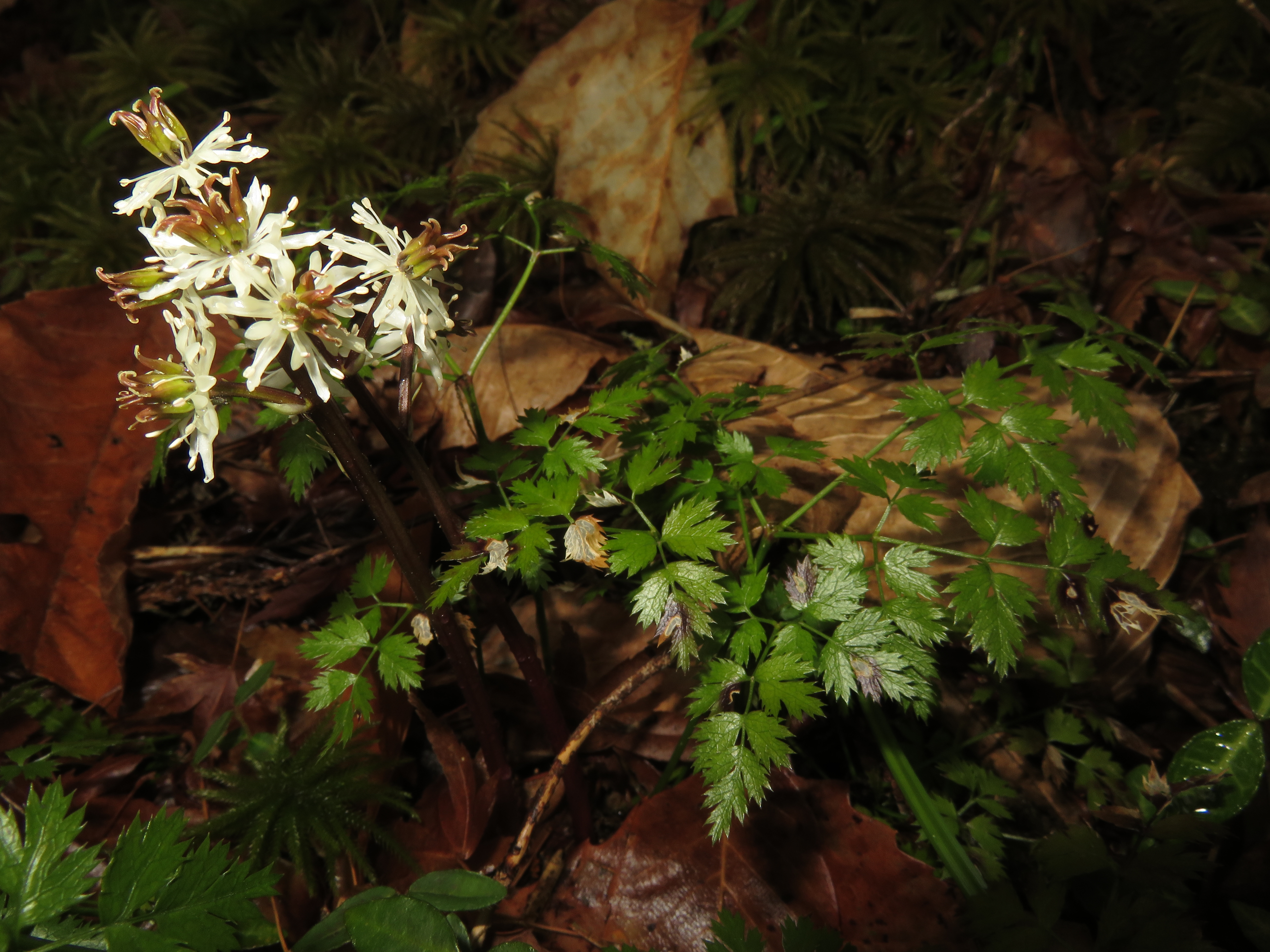
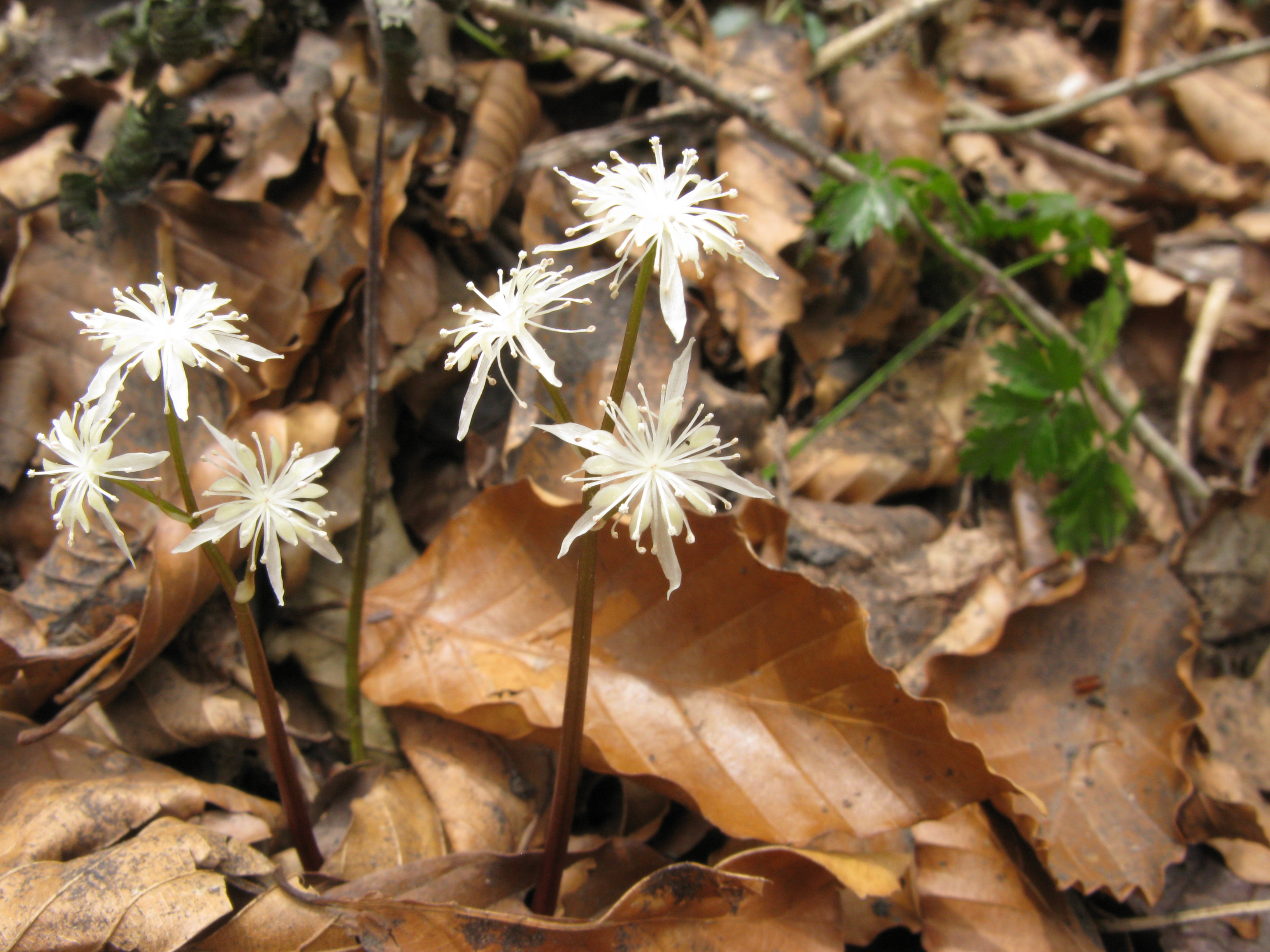